# Route européenne 848
Pour les articles homonymes, voir Route 848.
La route européenne 848 est une route reliant Lamezia Terme, dans la province de Catanzaro à Catanzaro, en Calabre.